# ゲルマニック
ゲルマニック (SS Germanic) とは、1874年に進水した客船である。ブリタニックの姉妹船として建造され、4回の改名を経て1950年にスクラップとなった。

## ゲルマニックとして
ゲルマニックは、ハーランド・アンド・ウルフによって建造され、1874年に進水し、完成したのは1875年であった。夏のクルーズ・シーズンに間に合わせるため5月にホワイト・スター・ラインに引き渡された。それまでホワイト・スター・ラインで一番大きかったオーシャニックを抜かし、処女航海は1875年5月30日。同年7月にブルーリボン賞を受賞し、さらに1876年2月に記録を更新したが、その次の航海で記録更新に挑戦中エンジン機器が故障し、速力低下によってブルーリボン賞受賞を逃してしまった。1895年に大幅な改装が行われ、エンジンの馬力は三倍になり、補助用の帆がはずされた。
1899年2月13日、ニューヨーク港に停泊中ブリザードに遭遇。雪の重みで石炭補給口から浸水し沈みかけたが、引き上げられてベルファストで4ヶ月間修理された。

## オタワとして
1903年9月3日、ゲルマニックはホワイト・スター・ライン時代最後の航海をし、1904年、アメリカン・ラインに売却された後、サウサンプトン-ニューヨーク間を6回だけ航海した。しかしその後、ニッチ市場であった移民移送に従事する海運会社であったドミニオン・ラインへ再び売却された。そして1905年1月5日に「ゲルマニック」から「オタワ」に改名されることとなった。その後4年間オタワは夏の間だけカナダのケベックとモントリオールの間を定期運航した。1909年の夏季の航行の後オタワは冬の間ドックに入れられた。

## Gul Djemalとして
1910年オスマン帝国政府はドミニオン・ラインよりオタワを買い取り、オタワはGul Djemalという名を与えられオットーマン総督（de Nav. A Vapeur Ottomane）の指揮下、5船からなる艦隊の1船として1911年5月15日を最後にリバプールを後にした。その後数ヶ月後、イエメンにオスマン帝国軍の兵士を運ぶ任務に就くこととなった。第一次世界大戦勃発時、オスマン帝国はドイツ帝国と共闘し、Gul Djemalは再び軍艦として兵士をガリポリ半島へ移送することとなった。しかし、1915年5月3日、Gul Djemalは4,000人の兵士を移送中連合国軍の潜水艦E-14に雷撃された。その結果、浅瀬に沈み甲板までの沈水にとどまったものの搭乗者の殆どが死亡することとなった。ただ、Gul Djemalは完全に沈んだわけではなかったので引き揚げ修理することが可能であると判断され、その修理後再び戦争に従事した。1918年、Gul Djemalは連合国側によって指定されたドーバーまで1,500人のドイツ帝国軍の兵士を移送し、そこで兵士達は武装解除され各家庭への帰省が認められた。
長年続いた戦争の終結により、1921年10月10日、Gul Djemalはオットーマン・アメリカンラインで再び新天地アメリカへの移民を運ぶことになった。そしてその後黒海で運用されることとなった。

## Gulcemalとして
1928年、Gul DjemalはTurkiye Seyrisefain Idaresiに売却されGulcemalと名づけられた。1931年、Gulcemalはマルマラ海沿岸で座礁するがその事故の後なんとか修復され、特に目立った活動はしていないものの第二次世界大戦の後も航海を続けた。その後1949年までは貯蔵船として使用され、1950年に水上ホテルへと改装された。しかしついにその年の10月29日、3回の大きな海運事故、そして2度の世界大戦を経験したGulcemalはイタリアのシチリア州メッシーナへと送られスクラップとなりその75年の現役生活を終えた。解体の際にその外装を取り外し保存したので、そこに描かれた星の線と金色の縞模様を未だ見ることが出来る。